# Klaus Bungert
Klaus Bungert (* 18. Februar 1926 in Mülheim an der Ruhr; † 24. November 2006 in Düsseldorf-Kaiserswerth) war ein deutscher Kommunalpolitiker.

## Leben und Wirken

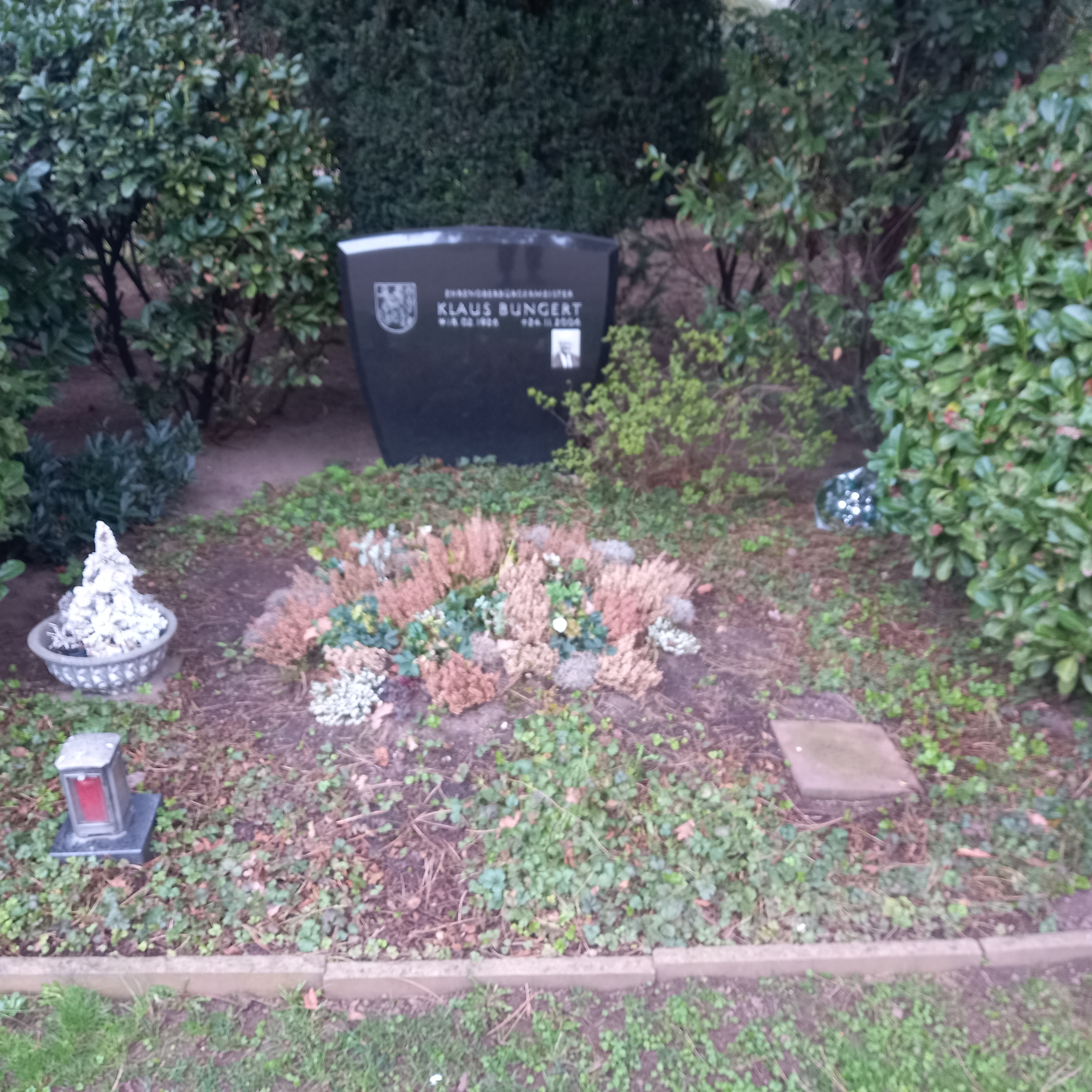
Das Grab von Klaus Bungert auf dem Nordfriedhof (Düsseldorf)

Klaus Bungert begann seine berufliche Laufbahn als Gewerkschaftssekretär. Danach war er Referatsleiter beim DGB.
In den Jahren 1974 bis 1979 und von 1984 bis 1994 war Bungert für die SPD Oberbürgermeister der Landeshauptstadt Düsseldorf. Seine zweite Amtszeit begann mit einer Besonderheit: Nachdem die Wahl im Rat der Stadt zwischen ihm und seinem Amtsnachfolger und -vorgänger Josef Kürten zu einer Pattsituation geführt hatte, wurde die Wahl durch ein Los entschieden. Mit Bungerts Namen verbunden ist der Bau des Rheinufertunnels.
Im Jahr 2002 trat Bungert aus Protest gegen die Regierungspolitik von Bundeskanzler Gerhard Schröder aus der SPD aus.
Bungert war viele Jahre Mitglied des Vorstandes des Mieterverein Düsseldorf e. V., von 2003 bis zu seinem Tode war er 1. Vorsitzender. Außerdem war er stellvertretender Vorsitzender des Deutschen Mieterbundes Nordrhein-Westfalen und im Beirat der Dachorganisation Deutscher Mieterbund e. V. (DMB) in Berlin.
Klaus Bungert starb im November 2006 nach langer Krankheit an einem Krebsleiden.

## Ehrungen
- Aufgrund seiner Bemühungen um die Städtepartnerschaft zwischen Düsseldorf und Chemnitz wurde ihm im Jahr 1991 die Ehrenbürgerschaft der Stadt Chemnitz und 1994 die von Reading verliehen.
- 1978 erhielt er das Verdienstkreuz 1. Klasse der Bundesrepublik Deutschland.[2]
- 1986 erhielt er den Verdienstorden des Landes Nordrhein-Westfalen.[3]
- 1989 erhielt er den Jan-Wellem-Ring der Stadt Düsseldorf.
- 1991 verlieh ihm der Rat der Stadt Düsseldorf den Großen Ehrenring für besondere Verdienste.
- 1994 wurde er mit dem japanischen Orden des Heiligen Schatzes ausgezeichnet.[4]
- 1999 wurde er zum „Ehrenoberbürgermeister“ der Landeshauptstadt Düsseldorf ernannt.

## Würdigungen
- Am 26. März 2008 wurde eine Straße in der Airport City am Flughafen Düsseldorf nach ihm benannt.